# Basílica de Eredvi
La basílica de San Jorge de Eredvi (en georgiano: ერედვის წმინდა გიორგის ბაზილიკა) es una iglesia ortodoxa georgiana de principios del siglo X en el pueblo de Eredvi en la región de Shida Kartli, actualmente territorio en disputa de Osetia del Sur. Fue construida por el arquitecto Tevdore Taplaisdze, quien puso los cimientos de la iglesia en 906 según se lee en una inscripción georgiana en el edificio. La iglesia es una basílica de tres naves que, a pesar de las reconstrucciones posteriores, ha conservado en gran medida sus características arquitectónicas originales. La iglesia está inscrita en la lista de los Monumentos culturales inamovibles de importancia nacional de Georgia. Después de la guerra ruso-georgiana de 2008, los georgianos perdieron el acceso a la iglesia y los servicios allí fueron restringidos por las autoridades de Osetia del Sur.

## Ubicación y estado
La iglesia de San Jorge de Eredvi se encuentra en el pueblo de Eredvi en el valle de Lesser Liakhvi, a 5 km al noroeste de la ciudad de Tskhinvali. El pueblo, cuya historia registrada se remonta al siglo XIV, era parte del Óblast autónomo de Osetia del Sur en la Georgia soviética, permaneció bajo el control georgiano después de la guerra de Osetia del Sur 1991–1992, y fue invadido por las fuerzas rusas y de Osetia del Sur durante la guerra ruso-georgiana. En las hostilidades de agosto de 2008, la muralla de la iglesia de Eredvi resultó parcialmente dañada. Según el Informe de Libertad Religiosa Internacional del Departamento de Estado de los Estados Unidos para 2014, las autoridades de Osetia del Sur no permitieron servicios en las iglesias ortodoxas georgianas, como Eredvi. En 2017, las autoridades de Osetia del Sur demolieron por completo la aldea de Eredvi, en gran parte arruinada y privada de su población étnica georgiana, con ayuda rusa. Se informó que la iglesia permaneció intacta en los medios de comunicación de Osetia del Sur con sede en Tskhinvali y a través de video blogger local.
La iglesia fue incluida en la lista de Monumentos culturales inamovibles de importancia nacional de Georgia en 2007. Es protegida como parte del Gran Museo y Reserva del Valle de Liakhvi, cuya administración, después de la guerra de 2008, está en el exilio ubicada en el barrio de Verkhvebi en Gori y cuya tarea es recopilar información sobre los monumentos culturales en Osetia del Sur fuera del control de Georgia.